# Chi Eridani
Chi Eridani (χ Eri) è una stella situata nella costellazione dell'Eridano. La sua magnitudine apparente è +3,70 e dista 58 anni luce dal sistema solare.

## Caratteristiche fisiche
Chi Eridani è una stella binaria, ove la principale è una subgigante gialla con un raggio tre volte quello solare. La secondaria è probabilmente una debole nana rossa di undicesima magnitudine e un raggio che è circa la metà di quello del Sole. La loro separazione visuale in cielo è di circa 5 secondi d'arco.